# Mustafa Ben Halim
Mustafa Ahmed Ben Halim (em árabe: مصطفى احمد بن حليم; Alexandria, Egito, 29 de janeiro de 1921 – Emirados Árabes Unidos, 7 de dezembro de 2021) foi um político líbio. Foi primeiro-ministro da Líbia entre abril de 1954 e maio de 1957.